# Philoscia persona
Philoscia persona is een pissebed uit de familie Philosciidae. De wetenschappelijke naam van de soort is voor het eerst geldig gepubliceerd in 1938 door Jackson.